# Günter Brus
Günter Brus (Ardning, 27 settembre 1938 – Graz, 10 febbraio 2024) è stato un pittore, scrittore e performance artist austriaco, esponente dell'Azionismo Viennese.

## Biografia
Günter Brus insieme a Otto Mühl, Hermann Nitsch, e Rudolf Schwarzkogler fu fondatore dell'Azionismo viennese, un movimento artistico di Body art che, cercando di superare i confini tradizionali della pittura e del fare artistico, attraverso l'uso del corpo come luogo dell'azione, diede vita ad alcune tra le più violente, simboliche e autodistruttive performance degli anni sessanta. Con il movimento utilizzò l'autolesionismo, il dolore e lo shock catartico del pubblico come protesta contro la repressione culturale esercitata dalla società austriaca sulle pulsioni dell'individuo. Fu arrestato due volte per le sue provocazioni contro la pubblica morale e, minacciato anche di morte, si rifugiò a Berlino fino al 1970. Le sue opere sono esposte nei più autorevoli musei d'arte d'Europa e d'America.